# Arsen Dschulfalakjan

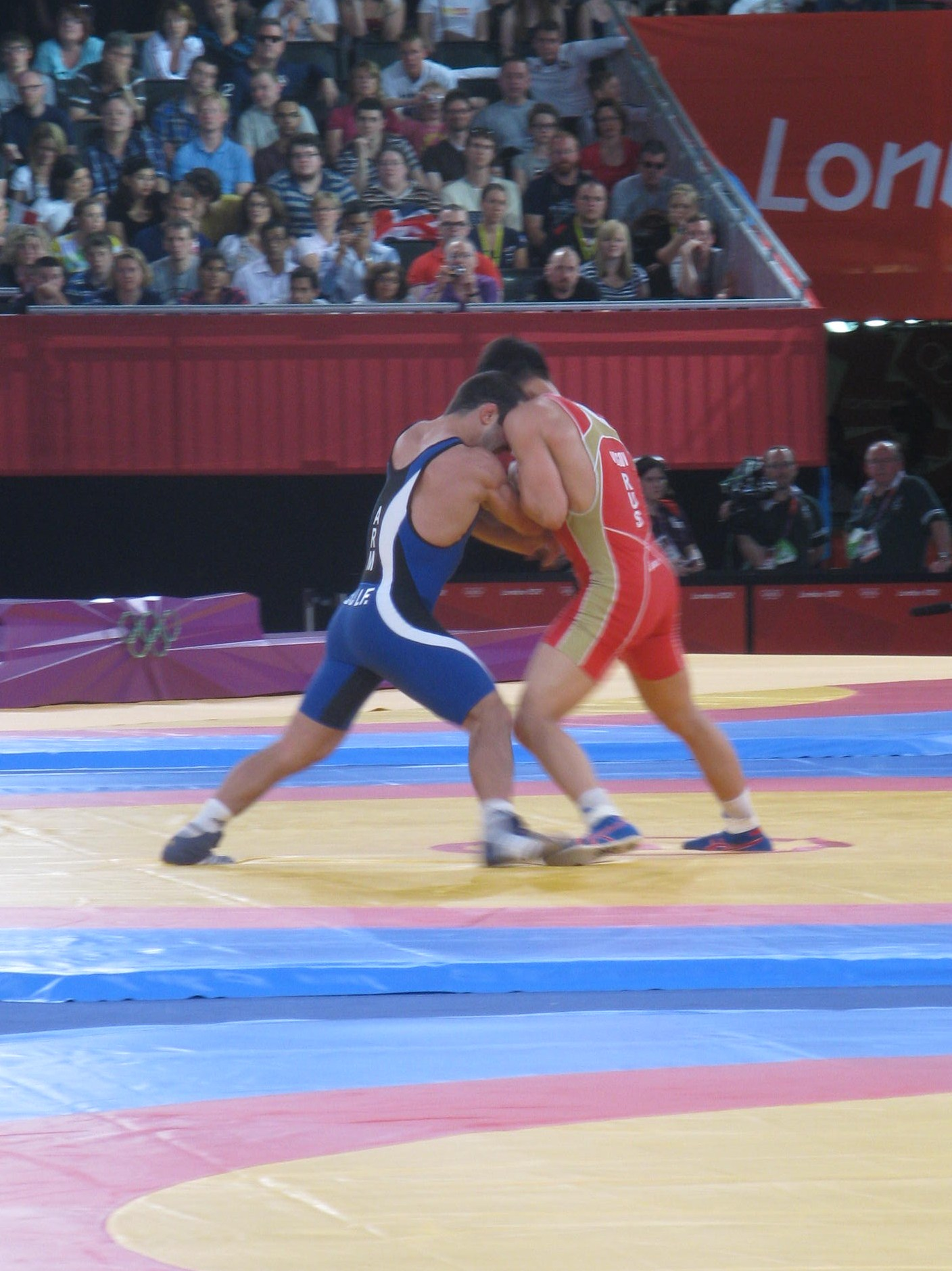
Arsen Dschulfalakjan

Arsen Dschulfalakjan (armenisch Արսեն Ջուլֆալակյան; * 8. Mai 1987 in Leninakan, Armenische SSR, UdSSR) ist ein armenischer Ringer. Er wurde 2009 Europameister, 2014 Weltmeister und gewann bei den Olympischen Spielen 2012 in London eine Silbermedaille im griechisch-römischen Stil, jeweils im Weltergewicht.

## Werdegang
Arsen Dschulfalakjan begann als Jugendlicher 1998 mit dem Ringen. Er gehört einem Sportclub in Jerewan an und wurde bzw. wird von Aram Gasparjan und Samuel Geworkjan und seit seiner Mitgliedschaft im armenischen Nationalteam auch von Armen Babalarjan trainiert. Arsen Dschulfalakjan ist der Sohn von Lewon Dschulfalakjan, dem Olympiasieger im Leichtgewicht im griech.-röm. Stil von Seoul 1988 und jetzigem Vize-Präsidenten des armenischen Ringerverbandes, der auch als Trainer viel zu seinem Erfolg beigetragen hat.
Arsen Dschulfalakjan konzentriert sich voll auf den griechisch-römischen Stil und wuchs vom Leichtgewicht (bis 66 kg Körpergewicht) in das Weltergewicht (bis 74 kg Körpergewicht) hinein. Er war bereits als Junior außerordentlich erfolgreich. So wurde er im Jahre 2003 in Rostow und 2004 in Albena jeweils Junioren-Europameister und im Jahre 2007 in Peking sogar Junioren-Weltmeister im griech.-röm. Stil im Leicht- bzw. Weltergewicht.
Im Jahre 2007 wurde er auch erstmals bei einer internationalen Meisterschaft bei den Senioren eingesetzt. Er startete bei der Europameisterschaft in Sofia im Weltergewicht. Dabei gelangen ihm Siege über so renommierte Ringer wie Seref Tüfenk aus der Türkei und Mark Overgaard Madsen, den Vize-Weltmeister von 2005 aus Dänemark. Niederlagen musste er aber noch von Manuchar Kwirkwelia aus Georgien und Valdemaras Venckaitis aus Litauen hinnehmen, womit er auf dem 5. Platz landete. Bei der Weltmeisterschaft des gleichen Jahres in Baku gelang ihm ein Sieg über Oleg Michailowitsch aus Belarus. Gegen den erfahrenen Marko Yli-Hannuksela aus Finnland musste er aber in seinem zweiten Kampf eine Niederlage hinnehmen und belegte im Endergebnis den 21. Platz.
Im Jahre 2008 versuchte er sich für die Olympischen Spiele in Peking zu qualifizieren. Dabei belegte er zunächst bei einem Qualifikations-Turnier in Ostia bei Rom den für die Teilnahme in Peking nicht ausreichenden 14. Platz. Buchstäblich in letzter Sekunde konnte er sich dann aber doch noch qualifizieren, weil er beim letzten Qualifikations-Turnier für die Spiele in Novi Sad hinter Wolodymyr Schazkych aus der Ukraine und Aljaksandr Kikinjou aus Belarus den 3. Platz belegte, der zur Teilnahme am Ringerturnier bei den Olympischen Spielen in Peking berechtigte.
In Peking gelang ihm im Weltergewicht in seinem ersten Kampf ein Punktsieg über Wolodymyr Schazkych. Im nächsten Kampf verlor er aber gegen den amtierenden Europameister Péter Bácsi aus Ungarn sehr knapp nach Punkten (1:2 Runden, 6:8 techn. Punkte) und musste, da Bácsi das Finale nicht erreichte, ausscheiden, ohne in der Trostrunde weiterkämpfen zu können. Er belegte damit den 10. Platz.
Im Frühjahr 2009 startete er dann, stark verbessert, bei der Europameisterschaft in Vilnius und wurde dort mit Siegen über Neven Žugaj aus Kroatien, Adam Juretzko aus Deutschland, Alexanders Visnakovs, Litauen, Aljaksandr Kikinjou und Wolodymyr Schazkych neuer Europameister im Weltergewicht. Bei der Weltmeisterschaft dieses Jahres in Herning/Dänemark siegte er zunächst über Robert Rosengren aus Schweden, verlor aber dann gegen den routinierten Olympiadritten von 2008 Christophe Guénot aus Frankreich, womit er ausschied und nur auf den 15. Platz kam.
2010 war er nur bei der Weltmeisterschaft in Moskau am Start. Dort war er sehr erfolgreich und wurde Vizeweltmeister. Auf dem Weg zu diesem großen Erfolg besiegte er Francisco Barrio, Argentinien, Jure Kuhar, Slowenien, Danijar Kobonow, Kirgisistan und Takehiro Kanakubo, Japan. Im Finale unterlag er gegen Selçuk Çebi aus der Türkei. 2011 erreichte Arsen Dschulfalakjan bei der Europameisterschaft in Dortmund im Weltergewicht den 5. Platz. Ausschlaggebend dafür waren Niederlagen gegen Péter Bácsi, Ungarn und in der Trostrunde gegen Roman Wlassow aus Russland. Bei der Weltmeisterschaft 2011 in Istanbul gewann er aber wieder eine Medaille, die bronzene. Er besiegte dort u. a. Wolodymyr Schazkych, verlor dann gegen Selcuk Cebi und benötigte danach zum Gewinn der Bronzemedaille drei Siege über starke Gegner. Der Gewinn der Bronzemedaille brachte ihm gleichzeitig das Startrecht für die Olympischen Spiele 2012 in London ein.
Vor diesen Spielen gewann er im März 2012 bei der Europameisterschaft in Belgrad eine weitere Bronzemedaille. Er verlor dort wieder gegen den überragenden Roman Wlassow und siegte danach in der Trostrunde über Meraldo Ndoka, Albanien, Seref Tüfenk, Türkei und Dimitri Pyschkow aus der Ukraine. In London kam er zuSiegen über Danijar Kobonow, Aljaksandr Kikinjou, Belarus und Emin Achmedow aus Aserbaidschan. Im Finale unterlag er gegen Roman Wlassow glatt in zwei Runden. Der Gewinn der olympischen Silbermedaille ist aber ein großer Erfolg für ihn.
Ab der Saison 2009/10 ringt Arsen Dschulfalakjan in der deutschen Ringer-Bundesliga für den KSV Aalen, mit dem er auch gleich deutscher Mannschaftsmeister wurde. In der Endrunde um die deutsche Mannschaftsmeisterschaft 2012 besiegte er dabei u. a. auch Tamas Lörincz, den Silbermedaillengewinner von den Olympischen Spielen 2012 in London im Leichtgewicht.
2013 nahm er an zwei internationalen Großereignissen teil. Im Juli 2013 gewann er bei der Universiade in Kasan hinter Roman Wlassow und Hadi Alireza Pournia aus dem Iran eine Bronzemedaille. Die gleiche Medaille gewann er auch bei der Weltmeisterschaft in Budapest. Er besiegte dabei Florian Marchl, Österreich, verlor dann gegen Roman Wlassow und schlug in der Trostrunde Alvis Albino Alendra Jimenez aus Panama, Esengeldi Kochubek, Kirgisistan und Mark Overgaard Madsen, Dänemark.
Im April 2014 konnte Arsen Dschulfalakjan auch bei der Europameisterschaft in Vantaa/Finnland voll überzeugen. In der neuen Gewichtsklasse bis 75 kg besiegte er dort Neven Žugaj, Serbien, Florian Marchl, Österreich, Robert Rosengren, Schweden und Mark Overgaard Madsen. Im Finale unterlag gegen Alexander Tschechirkin aus Russland knapp und umstritten nach Punkten. Bei der Weltmeisterschaft 2014 in Taschkent gelang ihm dann sein bisher größter Erfolg in seiner Laufbahn. Er wurde dort mit Siegen über Elwin Mursalijew, Aserbaidschan, Florian Marchl, Österreich, Juan Escobar, Mexiko, Surab Datunaschwili, Georgien und Neven Žugaj, Kroatien, Weltmeister.
Diesen Titel konnte er bei der Weltmeisterschaft 2015 in Las Vegas nicht verteidigen. Er verlor dort in der gleichen Gewichtsklasse wie 2014 seinen ersten Kampf gegen Roman Wlassow nach Punkten. Er konnte aber in der Trostrunde weiterringen und besiegte Petr Novak aus der Tschechoslowakei und Peter Bacsi aus Ungarn, ehe er gegen Doschan Kartikow aus Kasachstan verlor, womit er ausschied und den 9. Platz belegte. Bei den 1. Europäischen Spielen 2015 in Baku war Arsen Dschulfalakjan nicht am Start.

## Internationale Erfolge
| Jahr | Platz  | Wettbewerb                                    | Gewichtsklasse | |
| 2002 | 6.     | Junioren-EM (Cadets) in Odessa                | Leicht         | Sieger: Tamerlan Tschaschunow, Russland vor Turgay Husseinow, Aserbaidschan |
| 2003 | 1.     | Junioren-EM (Cadets) in Rostow                | Leicht         | vor Sergei Pokrischka, Ukraine, Turgay Husseinow, Ewgeni Popow, Russland und Jan Fischer, Deutschland |
| 2004 | 1.     | Junioren-EM (Cadets) in Albena                | Leicht         | vor Dimitri Arabadschi, Ukraine, Alexander Kischtschin, Russland u. Maksim Schizanow, Belarus |
| 2005 | 2.     | Junioren-EM (Juniors) in Breslau              | Welter         | hinter Georgi Popkadse, Russland, vor Christoffer Ljungbeck, Schweden |
| 2005 | 1.     | Henri-Deglane-Memorial in Nizza               | Welter         | vor Andre Demaukin, Russland, Cedric Lafoir u. Christophe Guénot, beide Frankreich |
| 2006 | 3.     | Junioren-EM (Juniors) in Szombathely          | Welter         | hinter Dimitri Pischkow, Belarus u. Mehmet Ümit Bedel, Türkei, vor Mihajlo Bajlovic, Serbien u. Jonas Nyberg, Schweden |
| 2006 | 27.    | Junioren-WM in Guatemala-Stadt                | Welter         | nach einer Niederlage gegen Ewgeni Popow |
| 2007 | 1.     | Turnier in Mariupol                           | Welter         | |
| 2007 | 5.     | EM in Sofia                                   | Welter         | mit Siegen über Seref Tüfenk, Türkei, Sergios Solonikis, Griechenland u. Mark Overgaard Madsen, Dänemark u. Niederlagen gegen Manuchar Kwirkwelia, Georgien u. Valdemaras Venckaitis, Litauen                                        |
| 2007 | 1.     | Junioren-WM in Peking                         | Welter         | mit Siegen über Dimitri Arabadschi, Ukraine, Adel Bazi Tabar, Iran, Magomed Aschchabow, Russland u. Elvin Murtasalijew, Aserbaidschan                                                                                                |
| 2007 | 21.    | WM in Baku                                    | Welter         | mit einem Sieg über Oleg Michailowitsch, Belarus und einer Niederlage gegen Marko Yli-Hannuksela, Finnland |
| 2008 | 14.    | Olympia-Qualif.-Turnier in Ostia              | Welter         | Sieger: Manuchar Kwirkwelia vor Ilgar Abdulow, Aserbaidschan u. Warteres Samurgaschew, Russland |
| 2008 | 3.     | Olympia-Qualif.-Turnier in Novi Sad           | Welter         | hinter Wolodymyr Schazkych, Ukraine u. Aljaksandr Kikinjou, Belarus, gemeinsam mit Mojtaba Babajanzadeh, Iran |
| 2008 | 1.     | Großer Preis von Slowenien                    | Welter         | vor Neven Žugaj, Kroatien, Zoltan Lakatos u. Csaba Modos, beide Ungarn |
| 2008 | 10.    | OS in Peking                                  | Welter         | mit einem Sieg über Wolodymyr Schazkych u. einer Niederlage gegen Péter Bácsi, Ungarn |
| 2009 | 3.     | Welt-Cup in Clermont-Ferrand                  | Welter         | hinter Alain Hassli, Frankreich u. Rafik Husseinow, Aserbaidschan |
| 2009 | 1.     | EM in Vilnius                                 | Welter         | mit Siegen über Neven Žugaj, Adam Juretzko, Deutschland, Alexanders Visnakovs, Estland, Aljaksandr Kikinjou u. Wolodymyr Schazkych                                                                                                   |
| 2009 | 15.    | WM in Herning/Dänemark                        | Welter         | nach einem Sieg über Robert Rosengren, Schweden und einer Niederlage gegen Christophe Guénot, Frankreich |
| 2010 | 1.     | Welt-Cup in Jerewan                           | Welter         | vor Mayli Paul Consuegra Panfe, Kuba, Renato Kun, Ungarn und Seref Tüfenk, Türkei |
| 2010 | 2.     | WM in Moskau                                  | Welter         | nach Siegen über Francisco Barrio, Argentinien, Jure Kuhar, Slowenien, Danijar Kobonow, Kirgisistan und Takehiro Kanakubo, Japan und einer Niederlage gegen Selcuk Cebi, Türkei                                                      |
| 2011 | 3.     | Großer Preis von Slowenien in Murska Sobota   | Welter         | hinter Kong Nae-koo, Südkorea und Petr Novak, Tschechien |
| 2011 | 5.     | EM in Dortmund                                | Welter         | nach einem Sieg über Aleksander Dsemjanowitsch, Belarus, einer Niederlage gegen Peter Bacsi, Ungarn, Siegen über Miroslaw Dykun, Großbritannien und Henri Esko Välimäki, Finnland und einer Niederlage gegen Roman Wlassow, Russland |
| 2011 | 8.     | Großer Preis von Spanien in Madrid            | Welter         | Sieger: Alexander Tschechirkin, Russland vor Julian Kwit, Polen |
| 2011 | 3.     | WM in Istanbul                                | Welter         | nach Siegen über Saverio Scaramuzzi, Italien und Wolodymyr Schazkych, Ukraine, einer Niederlage gegen Selcuk Cebi und Siegen über Jure Kuhar, Petros Manoulidis, Griechenland und Aschkat Dilmuchamedow, Kasachstan                  |
| 2012 | 3.     | EM in Belgrad                                 | Welter         | nach einem Sieg über Jonas Bossert, Schweiz, einer Niederlage gegen Roman Wlassow und Siegen über Meraldo Ndoka, Albanien, Seref Tüfenk und Dimitri Pyschkow, Ukraine                                                                |
| 2012 | 3.     | Trophee Milone in Sassari                     | Welter         | hinter Anton Chemenko, Russland und Kim Hyun-woo, Südkorea |
| 2012 | Silber | OS in London                                  | Welter         | nach Siegen über Danijar Kobonow, Kirgisistan, Aljaksandr Kikinjou, Belarus und Emin Achmadow, Aserbaidschan und einer Niederlage gegen Roman Wlassow                                                                                |
| 2013 | 1.     | Trophee Milone in Sassari                     | Welter         | vor Emrah Kus, Türkei, Abdelkrim Ouakali, Algerien und Seref Tüfenk |
| 2013 | 3.     | Universiade in Kasan                          | Welter         | hinter Roman Wlassow und Hadi Alireza Pournia, Iran |
| 2013 | 3.     | WM in Budapest                                | Welter         | nach einem Sieg über Florian Marchl, Österreich, einer Niederlage gegen Roman Wlassow und Siegen über Alvis Albino Almendra Jimenez, Panama, Esengeldi Kochubek Uulu, Kirgisistan und Mark Overgaard Madsen, Dänemark                |
| 2014 | 1.     | Dan Kolow & Nikola Petrow-Memorial in Sofia   | bis 75 kg      | vor Ilian Georgiew, Bulgarien, Karapat Chaljan, Armenien und Nikolai Daragan, Ukraine |
| 2014 | 2.     | EM in Vantaa/Finnland                         | bis 75 kg      | nach Siegen über Neven Žugaj, Florian Marchl, Robert Rosengren, Schweden und Mark Overgaard Madsen und einer Niederlage gegen Alexander Tschechirkin, Russland                                                                       |
| 2014 | 1.     | Trophee Milone in Sassari                     | bis 75 kg      | vor Petros Manoulidis, Griechenland, Ciro Russo und Giacomo Giuffrida, beide Italien |
| 2014 | 1.     | Großer Preis von Deutschland in Dortmund      | bis 75 kg      | vor Seref Tüfenk, Türkei, Waleri Palenski, Belarus und Jan Rotter, Deutschland |
| 2014 | 1.     | WM in Taschkent                               | bis 75 kg      | nach Siegen über Elwin Mursalijew, Aserbaidschan, Florian Marchl, Österreich, Juan Escobar, Mexiko, Surab Datunaschwili, Georgien und Neven Žugaj                                                                                    |
| 2015 | 1.     | Dan Kolow & Nikola Petrow-Turnier in Sofia    | bis 75 kg      | vor Ilian Georgiew, Karapet Chaljan und Jawor Janakiew, Bulgarien |
| 2015 | 2.     | Großer Preis von Spanien in Madrid            | bis 75 kg      | hinter Kim Hyeon-woo, Südkorea, vor Seref Tüfenk und Nikolai Daragan |
| 2015 | 9.     | WM in Las Vegas                               | bis 75 kg      | nach einer Niederlage gegen Roman Wlassow, Siegen über Petr Novak, Tschechien und Peter Bacsi, Ungarn und einer Niederlage gegen Doschan Kartikow, Kasachstan                                                                        |
| 2016 | 1.     | Vehbi Emre % Hamit Kaplan-Turnier in Istanbul | bis 75 kg      | vor Mindia Sukulidse, Georgien, Osman Köse, Türkei und Kasbek Kilow, Belarus |

Erläuterungen
- alle Wettkämpfe im griechisch-römischen Stil
- OS = Olympische Spiele, WM = Weltmeisterschaft, EM = Europameisterschaft
- Leichtgewicht, Gewichtsklasse bis 66 kg, Weltergewicht, bis 74 kg Körpergewicht (bis 31. Dezember 2013; seit 1. Januar 2014 gilt eine neue Gewichtsklasseneinteilung durch den Ringer-Weltverband FILA)